# America First

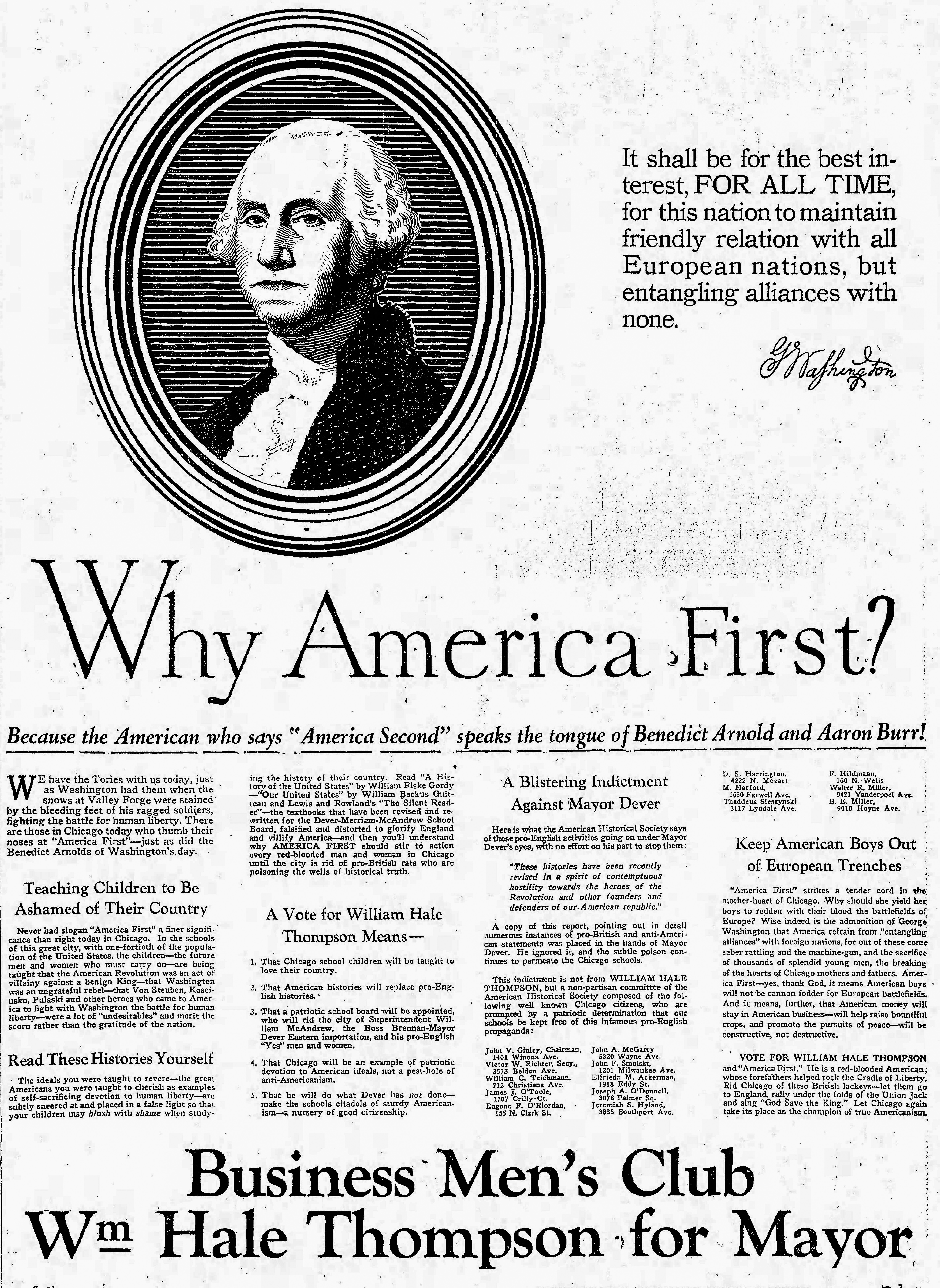
Un manifesto elettorale del 1927 per l'elezione del sindaco di Chicago a sostegno di William Hale Thompson recante la frase "America First".

Il termine America First si riferisce alla linea politica estera di isolazionismo degli Stati Uniti d'America, in tre momenti storici: il primo nel 1916 con Thomas Woodrow Wilson, il secondo nel periodo della seconda guerra mondiale fino alla fine degli anni '50 e il terzo nell'era della prima e seconda presidenza di Donald Trump, con quest'ultimo che ne ha fatto uso anche come slogan politico.

## Storia

### Origini
Il termine "America First" ha avuto origine dal Partito Nativista americano negli anni '50 dell'Ottocento. La frase è stata utilizzata sia dai politici democratici sia da quelli repubblicani degli Stati Uniti. Allo scoppio della Prima guerra mondiale, il presidente Woodrow Wilson usò lo slogan per definire la sua versione di neutralità, così come fece l'editore di giornali William Randolph Hearst. Il motto fu scelto anche dal senatore repubblicano Warren G. Harding durante le elezioni presidenziali del 1920, da lui vinte.
Il Ku Klux Klan usò la frase al culmine dell'organizzazione negli anni '20 del Novecento, quando i sentimenti razzisti e xenofobi erano molto diffusi, l'Immigration Act promosso da Albert Johnson dava una legalizzazione alla xenofobia e alla supremazia bianca, escludendo gli immigrati sulla base dell'etnia e dell'origine nazionale nel tentativo di preservare la demografia di razza bianca, tale legge ha ricevuto il sostegno ed è stata sostenuta dal Ku Klux Klan.
L' "America First" è stato inoltre lo slogan dell'America First Committee (AFC), un gruppo di pressione non-interventista contro l'entrata in guerra dell'America nel secondo conflitto mondiale, che enfatizzava il nazionalismo americano e l'unilateralismo nelle relazioni internazionali. Tra gli americani famosi che hanno sostenuto le cause "America First" figurano Elizabeth Dilling, Gerald LK Smith e Charles Lindbergh; mentre il Dr. Seuss derideva la frase in una serie di vignette politiche collegandola al nazismo.
In periodi successivi, lo slogan fu utilizzato da Pat Buchanan, che elogiò l'America First Committee per la sua pressione non interventista nel contesto della Seconda Guerra Mondiale e affermò che "i risultati dell'organizzazione sono monumentali".